# Mykoła Uhraicki
Mykoła Tychonowycz Uhraicki, ukr. Микола Тихонович Уграїцький, ros. Николай Тихонович Уграицкий, Nikołaj Tichonowicz Ugraicki (ur. 6 marca 1927 w Charkowie, Ukraińska SRR, zm. 7 czerwca 1969 tamże) – ukraiński piłkarz, grający na pozycji bramkarza.

## Kariera piłkarska

### Kariera klubowa
Wychowanek klubu Dzerżyneć Charków, w którym rozpoczął karierę piłkarską. W 1947 przeszedł do Łokomotywu Charków, ale w 1956 powrócił do rodzimego klubu, który już nazywał się Awanhard Charków. W 1962 zakończył karierę piłkarską.
Był kandydatem do narodowej reprezentacji ZSRR.

## Kariera trenerska
Po zakończeniu kariery piłkarskiej krótko pomagał trenować Awanhard Charków i prowadził Spartak Biełgorod, a potem pracował jako starszy wykładowca na wydziale kultury fizycznej w Instytucie Awiacyjnym w Charkowie.
7 czerwca 1969 zmarł w wieku 42 lat. Przyczyną zgonu była choroba zwana sarkoma.

## Sukcesy i odznaczenia

### Sukcesy klubowe
- mistrz Pierwszej Ligi ZSRR: 1948, 1952

### Odznaczenia
- tytuł Mistrza Sportu ZSRR: 1961